# Dům s pečovatelskou službou

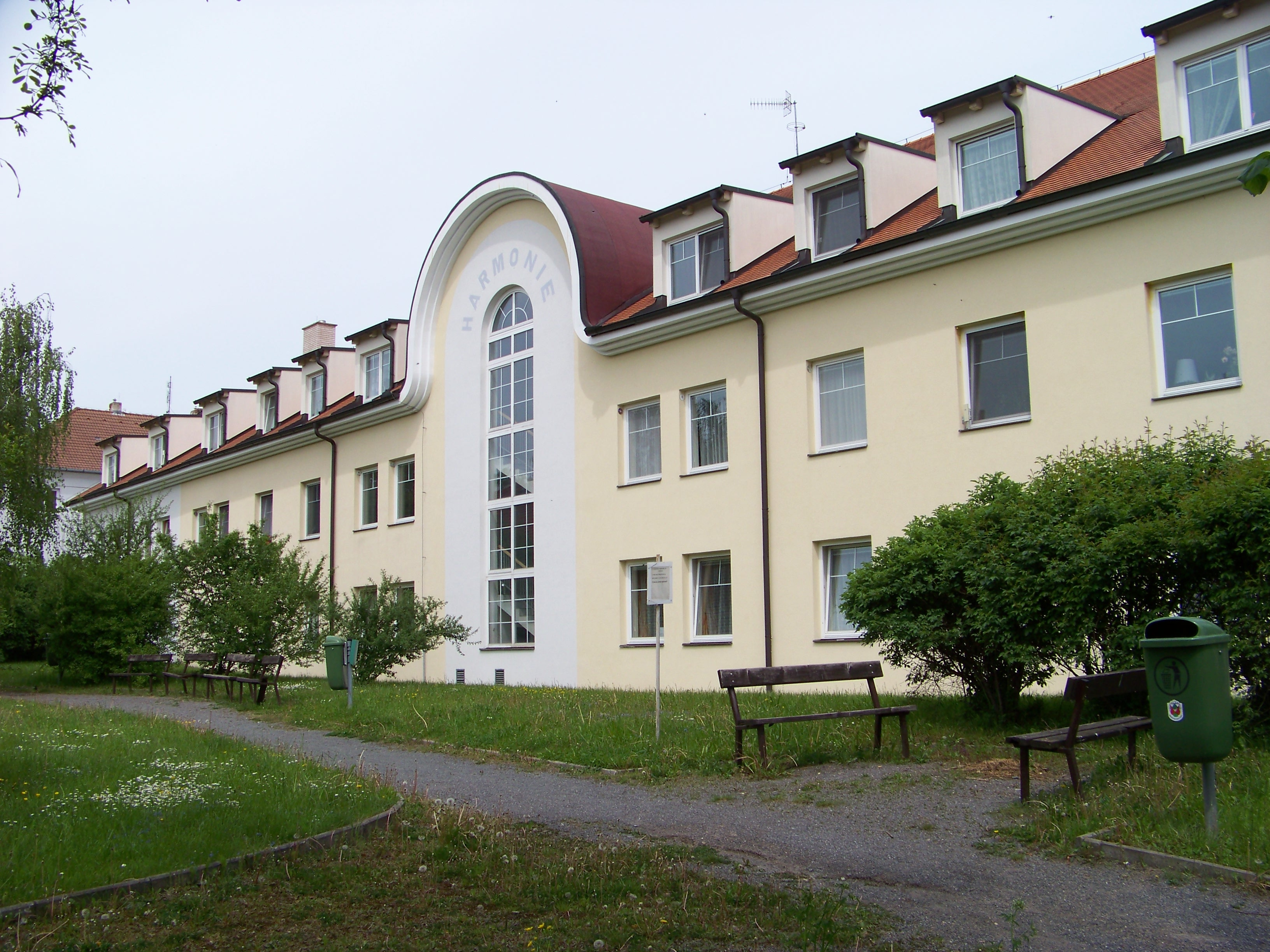
Dům s pečovatelskou službou Harmonie, Praha-Dubeč

Dům s pečovatelskou službou není pobytové sociální zařízení. Jedná se o domy, ve kterých jsou byty určené osobám se zdravotním postižením, tedy byty zvláštního určení, které vlastní obec. Obce přidělují žadateli byt podle stanovených kritérií. Obec s nájemníkem uzavírá nájemní smlouvu (NOZ § 2300). Žijí zde senioři a hendikepovaní lidé.
Dům je rozdělen na malé bytové jednotky s kuchyňskou linkou a koupelnou. Mohou zde bydlet i páry, pro něž jsou určeny větší byty. Domy bývají bezbariérové, součástí domu je společenská místnost. Kromě nájemní smlouvy mohou klienti uzavřít i smlouvu o poskytování dalších služeb, které se však hradí zvlášť. Jde o pomoc při osobní hygieně, domácích pracích, o doprovod k lékaři či na úřady, systém tísňového volání či zajištění stravování a nákupu.